# Segretario di Stato per l'uscita dall'Unione europea
Nelle istituzioni politiche britanniche, il Segretario di Stato per l'uscita dall'Unione europea o informalmente il Segretario per la Brexit, è stato il Segretario di Stato responsabile per il ritiro del Regno Unito dall'Unione europea, informalmente definito come "Brexit". Il segretario ha supervisionato i negoziati a seguito del referendum sulla permanenza del Regno Unito nell'Unione europea svoltosi il 23 giugno 2016, con cui la maggioranza votò in favore all'uscita dall'UE. Il segretario era un membro del Gabinetto.

## Storia
La carica fu creata al principio del primo governo di Theresa May, che divenne Primo ministro del Regno Unito il 13 luglio 2016. May ordinò ai funzionari che venisse trovato un edificio per ospitare il nuovo Dipartimento per l'uscita dall'Unione europea, guidato dal Segretario di Stato.
Il primo segretario è stato il deputato David Davis, da lungo tempo euroscettico che fece campagna per l'uscita del Regno Unito dalla UE. Davis è un ex presidente del Partito Conservatore, che nel secondo governo di John Major ricoprì la carica di Ministro di Stato per l'Europa (1994—1997) e nel governo ombra di David Cameron fu il segretario ombra per gli affari interni. Davis si dimise dalla carica l'8 luglio 2018 e fu sostituito da Dominic Raab, a sua volta dimessosi il 15 novembre dello stesso anno, e sostituito da Stephen Barclay.
La carica venne abolita il 31 gennaio 2020, con l'uscita effettiva del Regno Unito dall'Unione europea.

## Segretari di Stato
| Nome            | Nome          | Ritratto         | In carica        | In carica     | Partito politico | Primo ministro | Primo ministro |
| --------------- | ------------- | ---------------- | ---------------- | ------------- | ---------------- | -------------- | -------------- |
|                 | David Davis   |                  | 13 luglio 2016   | 8 luglio 2018 | Conservatore     |                | Theresa May    |
| Dominic Raab    |               | 9 luglio 2018    | 15 novembre 2018 |               | Conservatore     |                | Theresa May    |
| Stephen Barclay |               | 16 novembre 2018 | 31 gennaio 2020  |               | Conservatore     |                | Theresa May    |
| Stephen Barclay | Boris Johnson | 16 novembre 2018 | 31 gennaio 2020  |               | Conservatore     |                |                |